# Idulio Islas
Idulio Islas Gómez (* 16. Januar 1987 in Mexiko-Stadt) ist ein mexikanischer Taekwondoin. Er startet in der Gewichtsklasse bis 68 Kilogramm.
Islas konnte bei seinen ersten internationalen Titelkämpfen, der Juniorenweltmeisterschaft 2002 in Iraklio, in der Klasse bis 59 Kilogramm das Viertelfinale erreichen. Zwei Jahre später konnte er in Suncheon den Juniorenweltmeistertitel gewinnen. Im Erwachsenenbereich gewann Islas bei der Panamerikameisterschaft in Santo Domingo mit Silber seine erste Medaille. Er qualifizierte sich für die Olympischen Spiele 2008 in Peking. Im Auftaktkampf schied er dort jedoch gegen Isah Mohammad aus. Seinen bislang sportlich größten Erfolg feierte Islas bei der Weltmeisterschaft 2009 in Kopenhagen. Er zog in der Klasse bis 68 Kilogramm ins Finale ein und gewann nach einer Niederlage gegen Mohammad Bagheri Motamed die Silbermedaille. Eine weitere Medaille konnte er mit Bronze bei der Universiade 2011 in Shenzhen gewinnen. Im gleichen Jahr gewann er beim panamerikanischen Olympiaqualifikationsturnier in Santiago de Querétaro einen Quotenplatz für die Olympischen Spiele 2012 in London.
Anfang des Jahres 2012 wurden Disziplinlosigkeiten bekannt, die Islas und Damián Villa während ihrer Tournee zu den europäischen Weltcupturnieren vorgeworfen wurden. Der mexikanische Verband stellte daraufhin ihre Olympianominierung in Frage. Letztlich verpasste Islas seine zweiten Olympischen Spiele, nachdem er in der mannschaftsinternen Qualifikation gegen Erick Osornio unterlag.